# جرترود هوفمان
جرترود هوفمان (بالإنجليزية: Gertrude H. Hoffman)‏ هي راقصة أمريكية، ولدت في 8 مايو 1885 في سان فرانسيسكو في الولايات المتحدة، وتوفيت في 21 أكتوبر 1966 في لوس أنجلوس في الولايات المتحدة.

## وصلات خارجية
- جرترود هوفمان على موقع قاعدة بيانات برودواي على الإنترنت (الإنجليزية)
- جرترود هوفمان على موقع قاعدة بيانات برودواي على الإنترنت (الإنجليزية)
- جرترود هوفمان على موقع قاعدة بيانات برودواي على الإنترنت (الإنجليزية)
- جرترود هوفمان على موقع قاعدة بيانات برودواي على الإنترنت (الإنجليزية)